# Le Dernier Vol (film, 1931)
Pour les articles homonymes, voir Le Dernier Vol.
Pour plus de détails, voir Fiche technique et Distribution.
Le Dernier Vol (The Last Flight) est un film américain réalisé par William Dieterle, sorti en 1931.

## Fiche technique
- Titre original : The Last Flight
- Titre français : Le Dernier Vol
- Réalisation : William Dieterle
- Scénario : John Monk Saunders
- Photographie : Sidney Hickox
- Direction artistique : Jack Okey
- Montage : Alexander Hall
- Pays d'origine : États-Unis
- Format : Noir et blanc - Mono
- Genre : drame
- Date de sortie : 1931

## Distribution
- Richard Barthelmess : Cary Lockwood
- David Manners : Shep Lambert
- Johnny Mack Brown : Bill Talbot
- Helen Chandler : Nikki
- Elliott Nugent : Francis
- Walter Byron : Frink